# Leptopsilopa metallina
Leptopsilopa metallina är en tvåvingeart som först beskrevs av Becker 1919.  Leptopsilopa metallina ingår i släktet Leptopsilopa och familjen vattenflugor. Inga underarter finns listade i Catalogue of Life.